# Yoichi Naganuma
Yoichi Naganuma (長沼 洋一 Naganuma Yoichi?), född 14 april 1997 i Yamanashi prefektur, är en japansk fotbollsspelare.
Naganuma började sin karriär 2016 i Sanfrecce Hiroshima. Efter Sanfrecce Hiroshima spelade han för Montedio Yamagata, FC Gifu och Ehime FC.